# Yslaire
Yslaire, pseudoniem van Bernard Hislaire, (Brussel, 11 januari 1957) is een Belgische striptekenaar en tekstschrijver, vooral bekend om zijn reeks Frommeltje en Viola en Samber. Hij maakte deel uit van De Mazdabende, een atelier met 3 tekenaars boven een Mazda garage waarop de stripreeks De Mazdabende is gebaseerd.

## Levensloop
Hislaire kwam uit een gegoede, Brusselse familie: zijn vader was journalist bij de krant La Libre Belgique, zijn moeder was een hoge ambtenaar. Hij liep school in het Sint-Michielscollege. Al sinds zijn jongste jaren was Hislaire gepassioneerd door stripverhalen. Zijn eerste tekeningen maakte hij voor het fanzine Robidule. Hij volgde een opleiding in Sint-Lucas in Brussel. In 1975, hij was dan 18, ging hij voor het weekblad Robbedoes werken. Niet veel later tekende hij een kort verhaal onder de titel De derde dief, waarmee hij de aandacht op zich vestigde. Hij zal kunnen rekenen op befaamde scenaristen zoals Raoul Cauvin en Jean-Marie Brouyère, met wie hij meerdere reeksen zal opstarten zoals Blasius en Zakkenloper.

### Frommeltje en Viola
In 1978 kreeg hij van de nieuwe hoofdredacteur van Robbedoes, Alain De Kuyssche de kans een eigen serie Frommeltje en Viola te lanceren. Deze serie vestigde de reputatie van Hislaire en zou doorgaan tot in 1985. Maar de toon van de reeks werd als te avant-garde beschouwd door de directie van moederhuis Dupuis en uiteindelijk afgevoerd. In diezelfde periode tekende hij ook voor de krant La Libre Belgique en voor Le Trombone illustré, een bijlage van Spirou, de Franstalige tegenhanger van Robbedoes. Hij verzorgde ook de grafische communicatie voor cultuurgezelschappen en maakte generieken voor televisie.

### Samber
In 1986 zal zijn ontmoeting met de scenarist Balac, pseudoniem van Yann, resulteren in de start van de reeks Samber. Bernard Hislaire tekende voortaan onder de naam Yslaire. Deze reeks vertelt het verhaal van de onmogelijke liefde tussen Bernard Samber, een jonge « bourgeois », en de proletarische Julie gedurende de Franse Revolutie van 1848. De visie van Yslaire en Yann verschilden echter en tijdens de uitwerking van het tweede verhaal stopten ze hun samenwerking en ging Yslaire alleen verder. In de grafische stijl brak Yslaire duidelijk met het vorige werk van Bernard Hislaire en ook het kleurenpalet was beperkter: het rood wordt bijzonder dominant. De volledige serie wordt uitgegeven door Glénat en kende zowel commercieel succes als bijval bij de critici. De reeks is opnieuw uitgegeven in 2003 met een nieuwe omslag. Later hernam hij de reeks in De oorlog van de Sambers, maar dan enkel als scenarist met tekeningen van Bastide en Mezil.

### Digitaal
In 1997 was het tijd voor iets heel anders. Yslaire startte samen met zijn vrouw, psychoanalytica Laurence Erlich, met een website: xxeciel.com, waarin ze een virtueel portret van de 20e eeuw schetsten, vertrekkend vanuit de figuur van de in 1900 geboren psychoanalytica Eva Stern. Dit initiatief gaf ook aanleiding tot twee boeken, Introduction au XXe ciel, gevolgd in 1998 door Mémoire du XXe ciel: 98. Deze nieuwe reeks wordt hernomen in 2000 door de uitgeverij Les Humanoïdes Associés en de twee albums werden heruitgegeven in één enkel album met de titel XXe ciel.com: Mémoires 98. Het jaar daarna verscheen Mémoires 99 en in 2004 tekende Yslaire voor deze reeks twee mogelijke eindes: Mémoires <19>00 en Mémoires <20>00. In 2003 startte hij een nieuwe reeks Drie maagden. In 2006 startte hij met de reeks De Hemel boven Brussel. Het eerste album is op vlak van verhaal en tekenstijl gelijkaardig aan de albums uit de cyclus XXe ciel. Er volgde ook Le ciel au-dessus du Louvre met virtuele montages in het Louvre in samenwerking met scenarist Jean-Claude Carrière.
Hislaire is zeer actief op internet en sociale media.

## Stripverhalen
- Frommeltje en Viola
  - De eerste woorden, 1981
  - Sombere dagen, 1982
  - De ijskoningin, 1984
  - La ville de tous les jours
- Samber i.s.m. Balac
  - Minder is meer, 1986
  - Ik weet dat je terug zult komen, 1990
  - Revolutie, revolutie, 1993
  - Moeten wij dan samen sterven..., 1997
  - Vervloekt zij de vrucht van uw schoot..., 2003
  - De zee, gezien vanuit het vagevuur, 2011
  - Straatmadeliefje, 2016
- De Mazdabende i.s.m. Christian Darasse (tekeningen)
  - De Mazdabende maakt strips, 1988
  - De Mazdabende op het bal, 1989